# کاوانیولو
کاوانیولو (به ایتالیایی: Cavagnolo) یک کومونه در ایتالیا است که در استان تورین واقع شده‌است.

## خصوصیات
کاوانیولو ۱۲٫۳۷ کیلومترمربع مساحت و ۲٬۴۰۸ نفر جمعیت دارد.